# Islam Tarek
Islam Tarek (tiếng Ả Rập: إسلام طارق; sinh ngày 2 tháng 12 năm 1988) là một cầu thủ bóng đá người Ai Cập hiện tại thi đấu ở vị trí thủ môn cho câu lạc bộ Ai Cập Tanta.